# Зайцы (Черниговская область)
За́йцы (укр. Зайці́) — село Черниговского района Черниговской области Украины. Население 309 человек. Протекает река Киянка.
Код КОАТУУ: 7425584602. Почтовый индекс: 15553. Телефонный код: +380 462.

## Власть
Орган местного самоуправления — Левковичский сельский совет. Почтовый адрес: 15550, Черниговская обл., Черниговский р-н, с. Левковичи, ул. Первомайская, 7, тел. 68-62-31.

## Галерея

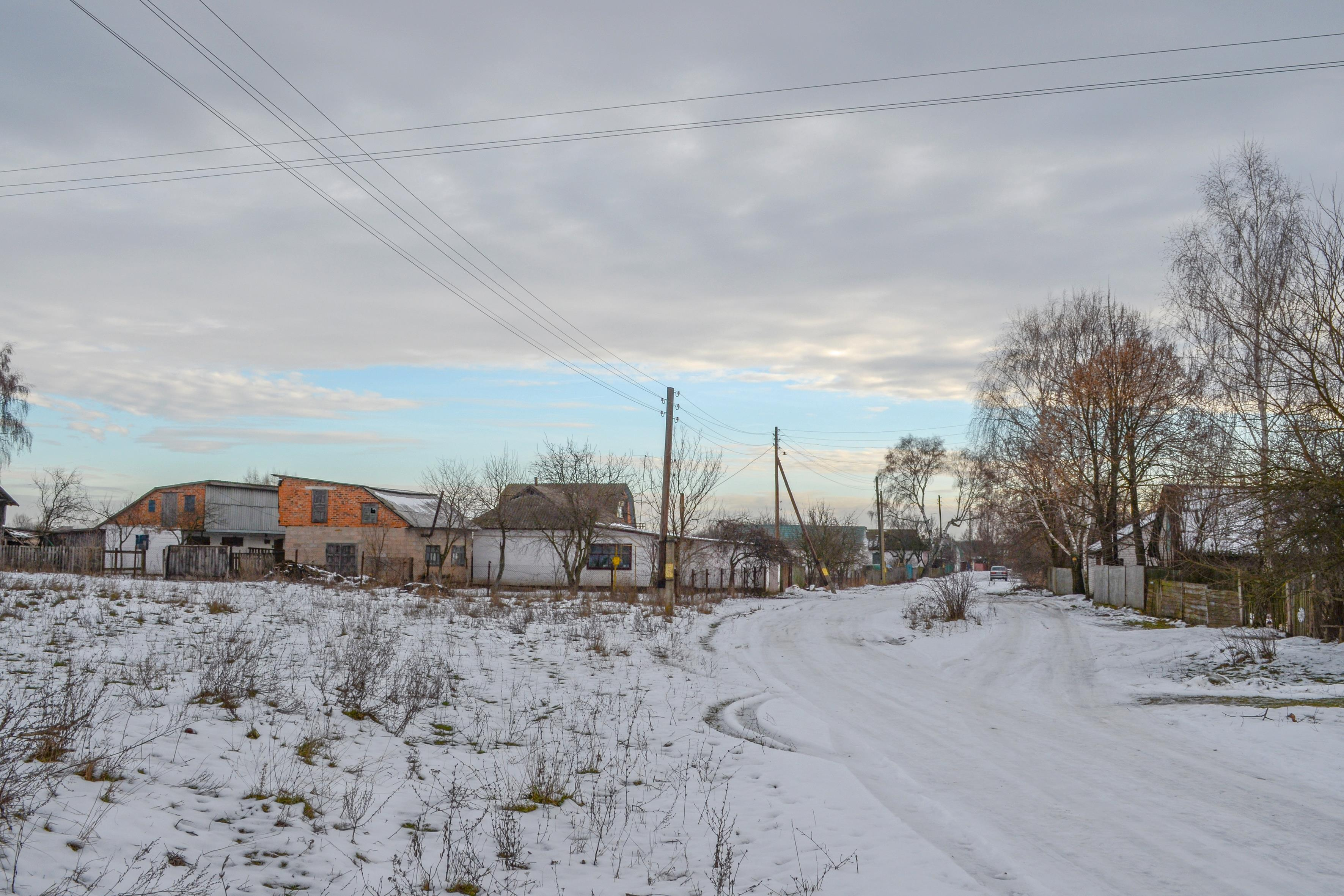
Сельский пейзаж
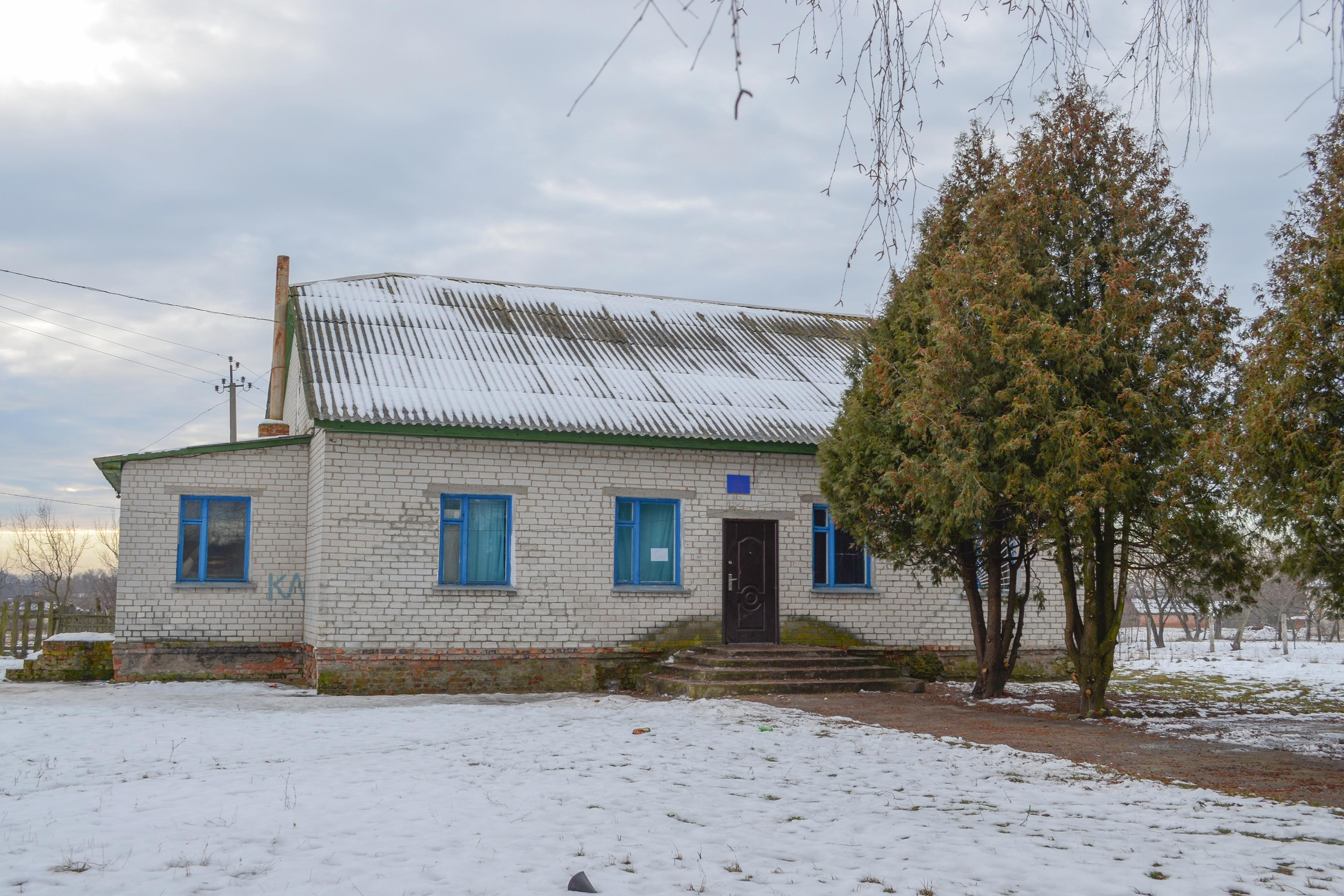
Клуб-библиотека
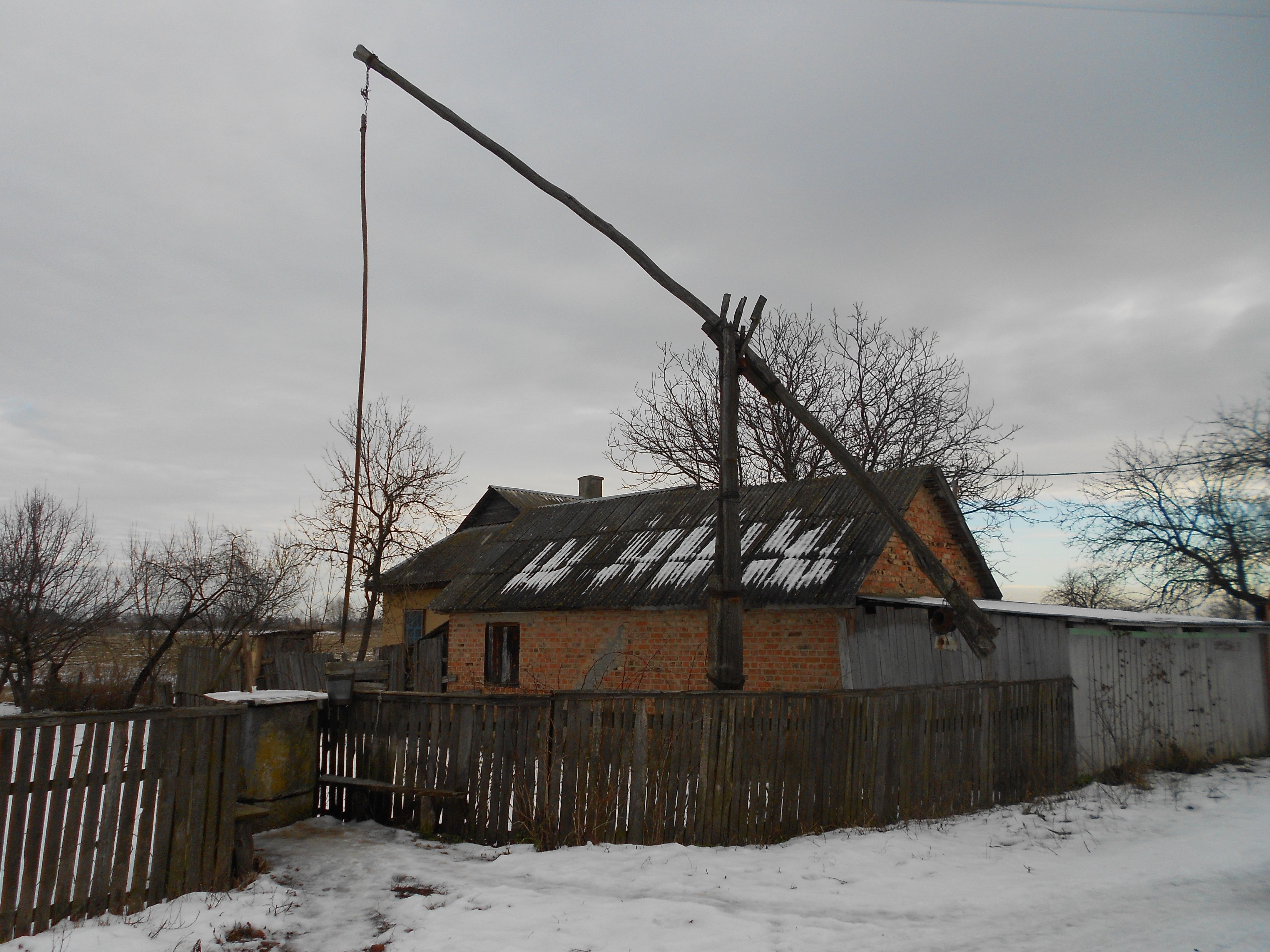
Колодец
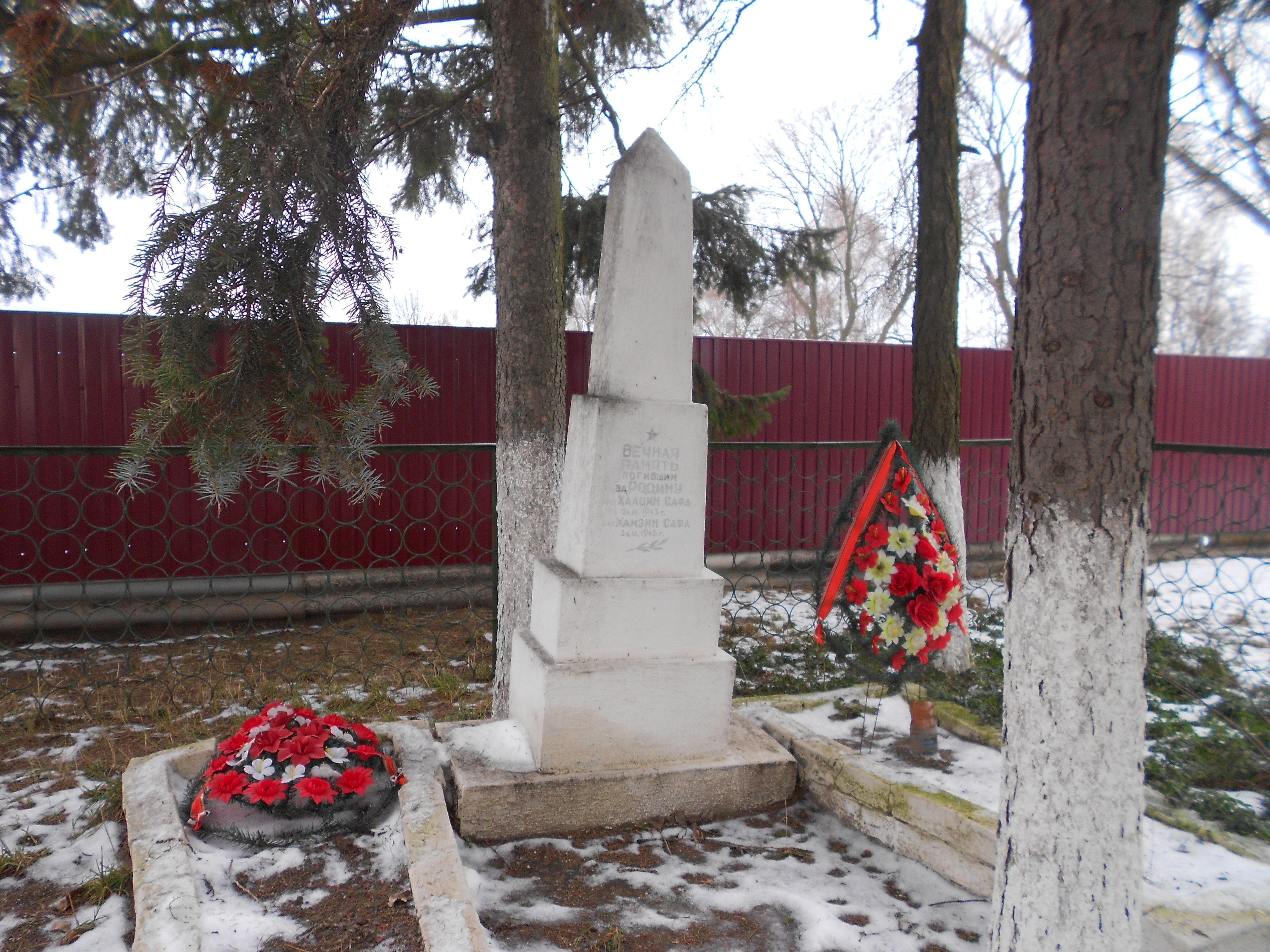
Памятник воинам ВОВ
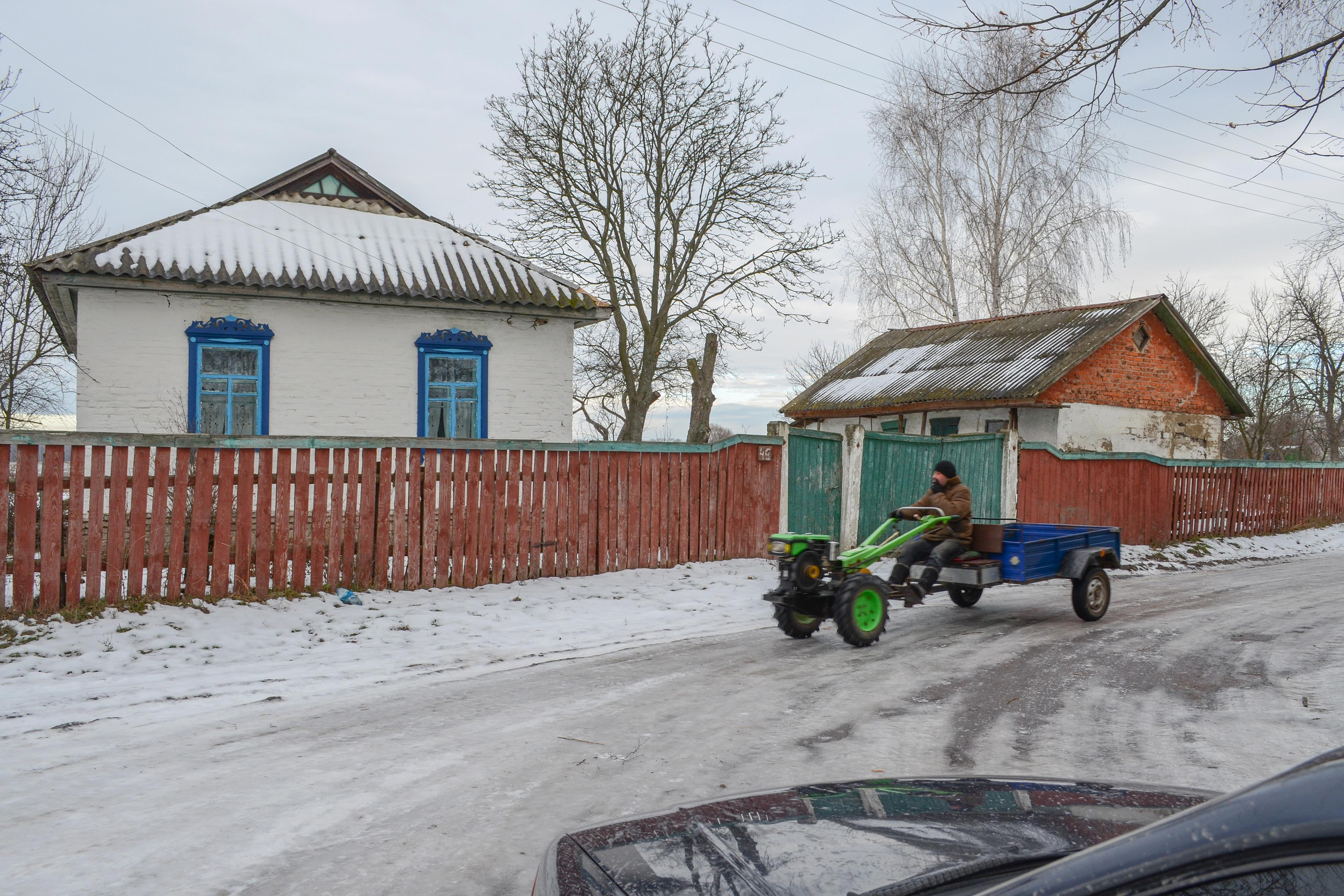
На улице села